# Partia Demokratycznego Sojuszu
Partia Sojuszu Demokratycznego (Partia Aleanca Demokratike, PAD) – albańska partia liberalna, założona w 1992 roku. Liderem partii jest Neritan Ceka, który założył partie wraz z rozłamowcami z Demokratycznej Partii Albanii, którzy nie zgadzali się z autorytarnymi rządami prezydenta Salego Berishy. Partia Demokratycznego Sojuszu weszła w skład rządu socjalistów, który powstał w 1997 roku. W wyborach parlamentarnych w 2001 roku partia uzyskała 2,4% głosów co pozwoliło jej na wprowadzenie 3 posłów do parlamentu oraz wejście do rządu. W wyborach parlamentarnych w 2005 roku partia zdobyła 4.8% głosów i ponownie wprowadziła trzech posłów do parlamentu.
PAD jest członkiem Partii Europejskich Liberałów, Demokratów i Reformatorów.